# Dictadura de Rafael Leonidas Trujillo
La dictadura de Rafael Leónidas Trujillo fue un régimen autoritario encabezado por el generalísimo Rafael Trujillo, gobernando la República Dominicana de manera directa o indirectamente desde 1930 tras un  golpe de estado hasta su asesinato el 30 de mayo de 1961. Trujillo ejercía control absoluto sobre el país mediante una severa represión política en contra de la población, el culto a su personalidad, la manipulación y el control total sobre las instituciones del estado. Su dictadura fue una más que visible violación de los derechos humanos ejerciendo un control férreo sobre la sociedad dominicana.

## Antecedentes
Desde inicios del siglo XX, la República Dominicana vivía un periodo de inestabilidad económica y política. Tras la Ocupación estadounidense de la República Dominicana (1916-1924), el país experimentó una serie de gobierno débiles y corruptos. Aprovechando la inestabilidad y el descontento de la población, Rafael Trujillo realizó un golpe de Estado planificado en 1930. Esto provocó la salida del en ese entonces presidente Horacio Vásquez.

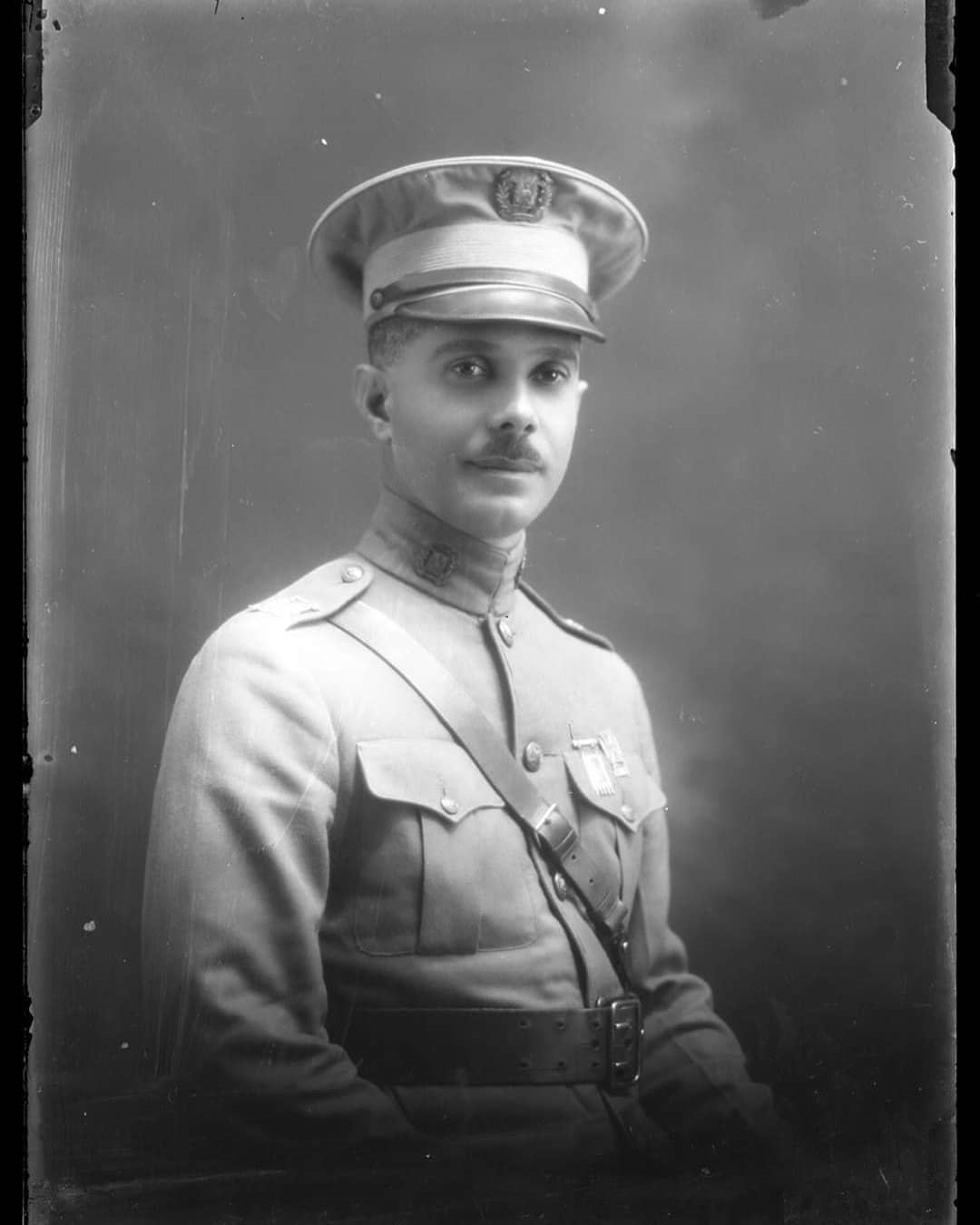
Imagen del coronel Trujillo en 1922

## Consolidación en el poder
Tras el golpe de Estado, en el mismo año, se celebraron elecciones que resultaron ser fraudulentas, las cuales resultaron en la victoria de Trujillo. Trujillo consolidó el poder tomando el control absoluto sobre la instituciones nacionales. Además se funda el Partido Dominicano, siendo este el único partido político legalizado, eliminando toda fuerza opositora. Se censuraron a las fuerzas opositoras, mediante las torturas, asesinatos y condenas extrajudiciales. Mediante el servicio de inteligencia militar (SIM)  

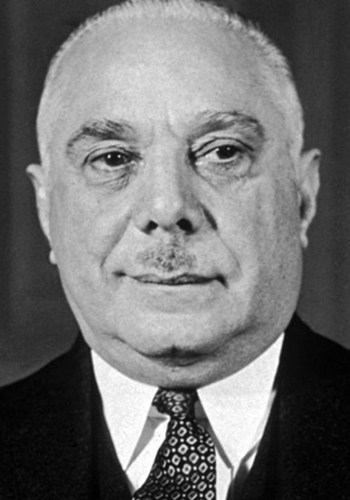
Foto del dictador Trujillo

Debido a la existencia de un partido político único, se aseguraba la presencia en el poder ya que se ilegalizó cualquier existencia de otros partidos. Así mismo , el colocar a familiares y personas cercanas en puestos importantes en el estado era una técnica de consolidar el poder ya que así se garantizaba la fidelidad a "El Jefe".  Igualmente, Trujillo creó un culto alrededor de su personalidad llamándose así mismo con títulos como "El Benefactor de la patria" o "El Jefe". Siendo los ejemplos más claros como el renombramiendo de ciudades y provincias, como la ciudad de Santo Domingo rebautizada como "Ciudad Trujillo". La provincia de Elías Piña fue rebautizada como "San Rafael". La ciudad de Nagua, que era conocida como la ciudad de "Julia Molina", en honor a la madre del dictador.

## Violaciones de los derechos humanos

### La Masacre del Perejíl (1937)

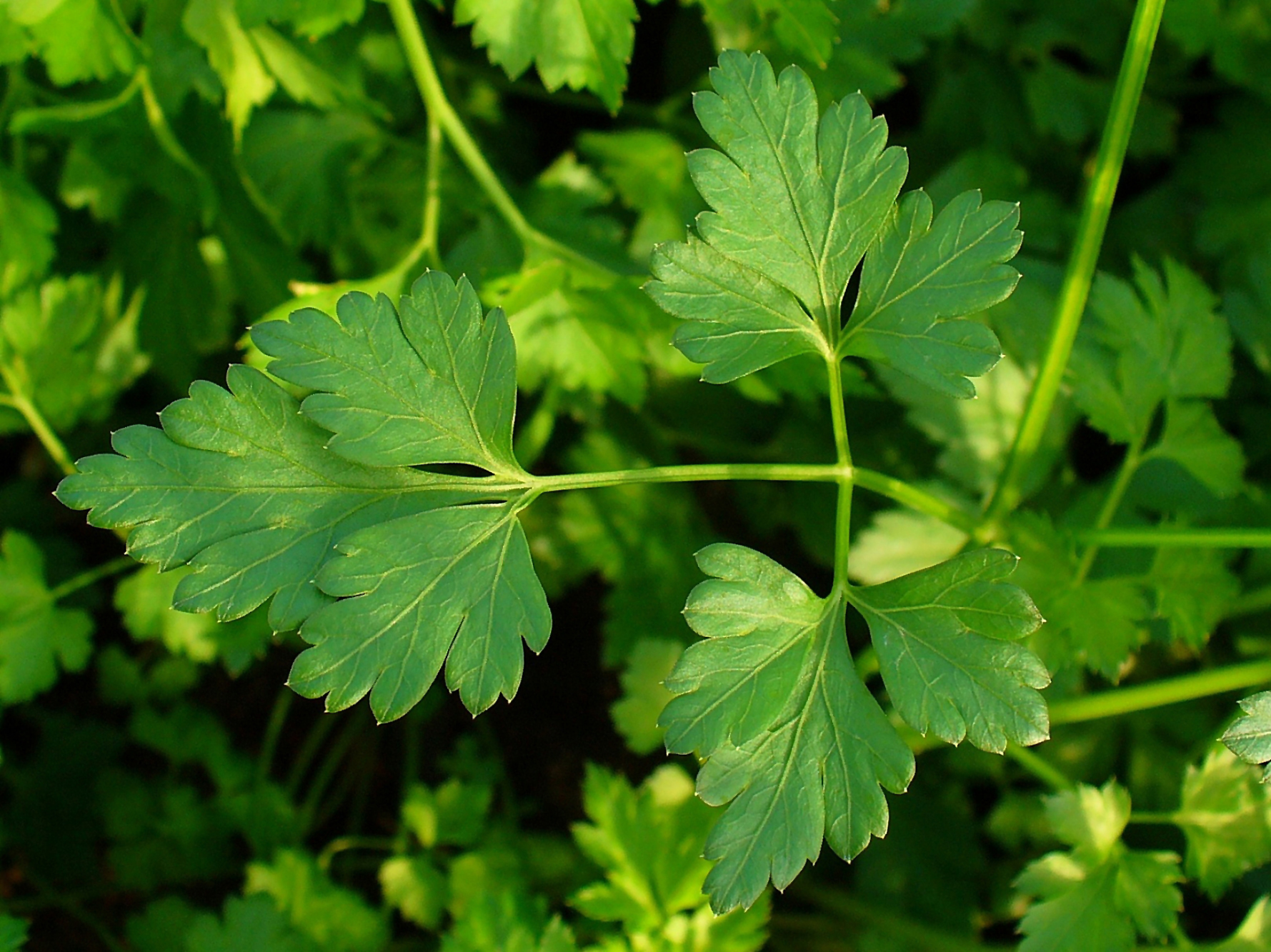
Imagen de la verdura Perejíl

La Masacre del perejil es el nombre atribuido a una matanza hacia civiles haitianos en la frontera con Haití, en la ciudad de Dajabón. El objetivo era de realizar una limpieza étnica en la frontera entre los dos países. Al rededor de 5000 a 67000 personas murieron, bajo órdenes de Trujillo hacia el ejército Dominicano. La principal característica de la Masacre era que los oficiales obligaban a las personas de decir la palabra perejíl, una palabra difícil de pronunciar por personas cuya lengua era el creole haitiano. Los oficiales dominicanos a veces confundían a dominicanos negros con haitianos y eran igualmente asesinados.

### Asesinato de las hermanas Mirabal (1960)

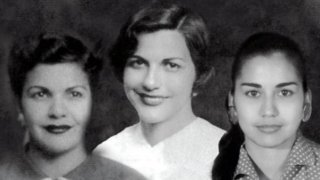
Imagen de las tres Hermanas Mirabal. Patria Mirabal (a la izquierda) Minerva Mirabal (en el centro) y María Teresa Mirabal (A la derecha)

El asesinato de las Hermanas Mirabal se realizó el 25 de noviembre de 1960. Las hermanas regresaban de la prision ya que acababan de visitar a sus maridos presos. Cuando su vehículo fue emboscado por agentes del SIM y fueron asesinadas a machetazos. El vehículo fue estrellado deliveradamente para hacer creer que había sido un accidente de tránsito. Las hermanas eran antitrujillistas y fuertes opositoras al régimen de Trujillo. Demostrándolo en su participación en el Movimiento Revolucionario 14 de Junio. Habían sido juzgadas con anterioridad y condenadas a prisión. Pero no pasaron mucho tiempo en la cárcel ya que Trujillo las liberó demostrando su "generosidad". Trujillo hizo esto como forma de represión,infundir el miedo, pensando que se había desecho de un problema.

## Caída de la dictadura
El asesinato de las Hermanas Mirabal y el atentado a Rómulo Bétancourt fue la gota que colmo el vaso para el pueblo dominicano. El 30 de mayo de 1961, Rafael Trujillo se dirigía desde Santo Domingo a su  ciudad natal San Cristóbal.Se dirigía en su vehículo personal conducido por su conductor privado, cuando fue emboscado en el kilómetro 9 de la carretera Santo Domingo-San Cristóbal y ametrallado. Su vehículo recibió 60 impactos de los cuales 7 impactaron al dictador resultando en su muerte. Luego de su muerte, fue sucedido por su hijo Ramfis Trujillo. Pero debido a la inestabilidad social y a la presión externa e interna, la familia Trujillo se exilió a España dónde finalmente fue enterrado el dictador.

## Era Post-Trujillo
Luego de la huida de la familia Trujillo, comenzó un proceso transitatorio a la democracia.Los opositores pudieron dar la cara luego de 30 años de represión. Lo que fue reflejado en la llegada del Partido Revolucionario Dominicano (PRD), creado por opositores en 1939 en La Habana, entre ellos el profesor Juan Bosch. Igualmente se fundaron varios partidos, como el Partido Reformista Social Cristiano liderado por Joaquín Balaguer o el Partido Revolucionario Demócrata. El partido dominicano, que había sido el único partido legal desde 1930, fue disuelto luego del fin de la dictadura.Los partidos se postularon a las elecciones generales de la Republica Dominicana de 1962, resultando electo Juan Bosch. Lo que resultó en su derrocamiento en 1963 por un grupo de militares y civiles liderado Elías Wessin y Wessin para entragarle el poder al presidente de facto Donald Reid Cabral. Lo que detonó la Guerra civil dominicana en 1965, lo que provocó la intervención de Estados Unidos. En 1966 se realizaron nuevas elecciones en 1966, resultando electo Balaguer.